# Arthur Antunes Coimbra Junior
Arthur Antunes Coimbra Junior (født 15. oktober 1977) er en tidligere brasiliansk fodboldspiller.
Han har spillet for flere forskellige klubber i sin karriere, herunder Sagan Tosu.